# Hybride Gesellschaft
Unter einer hybriden Gesellschaft versteht man im Steuerrecht eine Gesellschaft, deren Rechtsform von Land zu Land unterschiedlich steuerlich behandelt wird. So kann eine Gesellschaft in einem Land wie eine Kapitalgesellschaft und in einem anderen Land wie eine Personengesellschaft besteuert werden. Dadurch wird eine entsprechende Steuergestaltung realisierbar, ohne dass man von der Rechtsform oder der steuerrechtlichen Behandlung abhängig ist.

## Häufige Rechtsformen
Die deutsche GmbH & Co. KG (§§ 19 Abs. 2, 264a HGB) eignet sich besonders gut als hybrides Gesellschaftskonstrukt, da sie personen- und kapitalgesellschaftliche Merkmale aufweist. Bei der GmbH & Co. KG sind keine natürlichen Personen, sondern allein Kapitalgesellschaften wie z. B. eine GmbH als vollhaftende Gesellschafter beteiligt. Im Fall der GmbH & Co. KG ist die GmbH die vollhaftende Komplementärin. Zudem sind die Gesellschafter der GmbH gleichzeitig Kommanditisten der GmbH & Co. KG, um den unternehmerischen Einfluss zu sichern. Die GmbH übt keinen Einfluss auf die Gesellschaft aus, sie übernimmt lediglich das Haftungsrisiko. Die GmbH & Co. KG wird bei Outbound-Investitionen in den USA nach US-Recht als Kapitalgesellschaft behandelt und für Investitionen in US-Grundvermögen verpflichtet. Durch diese Investitionen wird die GmbH & Co. KG von der deutschen Steuer für Einkünfte freigestellt, die in den USA erwirtschaftet wurden. Zudem wird eine mögliche Erbschaftsteuerpflicht in den USA beim Tod der natürlichen Personen (Kommanditisten) vermieden.
Außerdem werden bei Investitionen in den USA häufig Limited Liability Companies (LLC) eingesetzt. Bei einer LLC handelt es sich um eine hybride US-Gesellschaftsform, die nach außen hin wie eine Kapitalgesellschaft wirkt, jedoch steuerlich wie eine Personengesellschaft behandelt wird. Der Bundesfinanzhof führt zur inländischen Besteuerung der LLC aus, dass das Besteuerungsrecht für Einkünfte die der inländische Gesellschafter aus Beteiligung an einer LLC nur dann im Inland besteuert werden kann, wenn es sich bei der LLC aus deutscher Sicht um eine Personengesellschaft handelt. Wird die LLC als Kapitalgesellschaft gesehen, findet keine inländische Besteuerung statt.
Die Limited Liability Partnership (LLP) ist eine weitere hybride Gesellschaftsform nach US-Recht, die Merkmale einer Personengesellschaft mit den Vorteilen einer Kapitalgesellschaft verknüpft.
US-Investoren nutzen für Inbound-Investitionen in Deutschland häufig die GmbH als hybride Gesellschaftsform, da die sogenannten Check-the-box-Regelungen ein Wahlrecht ermöglichen, die GmbH in Deutschland als transparent oder als abschirmende Kapitalgesellschaft zu qualifizieren.

## Bekämpfung von hybriden Gestaltungsstrategien
Der Spielraum bei der steuerlichen Gestaltung mit Hilfe von hybriden Gesellschaften wurde ab 2007 eingeschränkt. Das wird durch eine sog. Rückfallklausel (§ 50d Abs. 8 EStG) und eine sog. Subject-to-tax-Klausel (§ 50d Abs. 9 EStG) erreicht. Durch diese Vorschriften sollen „weiße“ Einkünfte verhindert werden, d. h. es soll eine doppelte Nichtbesteuerung verhindert werden. Gemäß § 50d Abs. 9 Nr. 1 oder Nr. 2 wird eine Freistellung in Deutschland nicht gewährt, wenn der andere Staat abkommensrechtliche Regelungen so anwendet, dass Einkünfte in diesem Staat nicht besteuert werden oder wenn die Person im anderen Staat mangels Wohnsitz nicht unbeschränkt steuerpflichtig ist.
Auch abkommensrechtliche Regelungen sollen „weiße“ Einkünfte verhindern. Hier ist z. B. der Art. 23 Abs. 4 Buchst. b DBA-USA zu nennen. Diese Norm ist weitestgehend deckungsgleich mit § 50d Abs. 9 Nr. 1 EStG, sodass kein Treaty Override entsteht.